# テラー・スクワッド
テラースクワッド（Terror Squad）とは、アメリカ合衆国ニューヨーク州ブロンクスを拠点とするヒップホップ系のアーティスト集団、レコードレーベルである。メンバーはビッグ・パンやファット・ジョーなどが知られている。関わりを持ってきた顔ぶれは、アルマゲドン、プロスペクト、チャーリーロックLD、トニー・モンタナ、キューバン・リンク、トリプル・シーズ、トニー・サンシャイン、DJキャレド、クール・アンド・ドレ、ニュージャージー・デビルなど多岐に渡る。

## 略歴
1999年、アルバム『Terror Squad: The Album』でデビューした。ビッグ・パンが中心となる楽曲「Whatcha Gon' Do?」が最初の成功作となった。しかし2000年、中心人物であったビッグ・パンが心臓発作で急逝した。彼の死後、その盟友であったキューバン・リンクとトリプル・シーズは、この一団から去ることになった。これを転機として、ファット・ジョーはレミー・マーチンやトニー・サンシャインを仲間として迎えた。
そして2004年、2作目のアルバム『トゥルー・ストーリー』を発表した。その中には、スコット・ストーチのプロデュース曲「リーン・バック」が収められている。この曲は、ビルボードのシングル チャートの頂点まで上り詰め、イギリスでも24位まで上昇した。リル・ジョン、メイス、エミネムを迎えて録音されたこの曲のリミックス版は、2005年に発表されたファット・ジョーのアルバム『オール・オア・ナッシング』に収められている。
2006年時点の面子は、ファット・ジョー、アルマゲドン、トニー・サンシャイン、プロスペクト、DJキャレド、トリナである。トリナは、彼女と50セントとの競演から生じたもめごとの結果、レミー・マーチンが一団から去ると同時に、その仲間入りを果たした。

## ディスコグラフィ
スタジオ・アルバム
- Terror Squad: The Album (1999年)
- True Story (2004年)